# Басси, Карло Франческо
Карло Франческо Басси итал. Carlo (Charles) Francesco Bassi; 22 ноября 1772, Турин, Сардинское королевство — 11 января 1840, Або, Великое княжество Финляндское) — шведский архитектор, автор проектов многих зданий в городе Турку.

## Биография
Родился 22 ноября 1772 года в Турине, в Сардинском королевстве.
В 1783 году переехал в Стокгольм, где его сестра Джованна Басси являлась балериной в Шведской королевском балете.
С 1784 года обучался архитектуре в Королевской Академии свободных искусств, после чего восемь лет стажировался в Италии.
После возвращения в Швецию, зодчий в 1802 году переезжает в столицу Финляндского герцогства город Або. В Финляндии им был создан ряд архитектурных памятников, сохранившихся до настоящего времени.
Скончался 11 января 1840 года в Або, в Великом княжестве Финляндском.